# Dysphania sagana

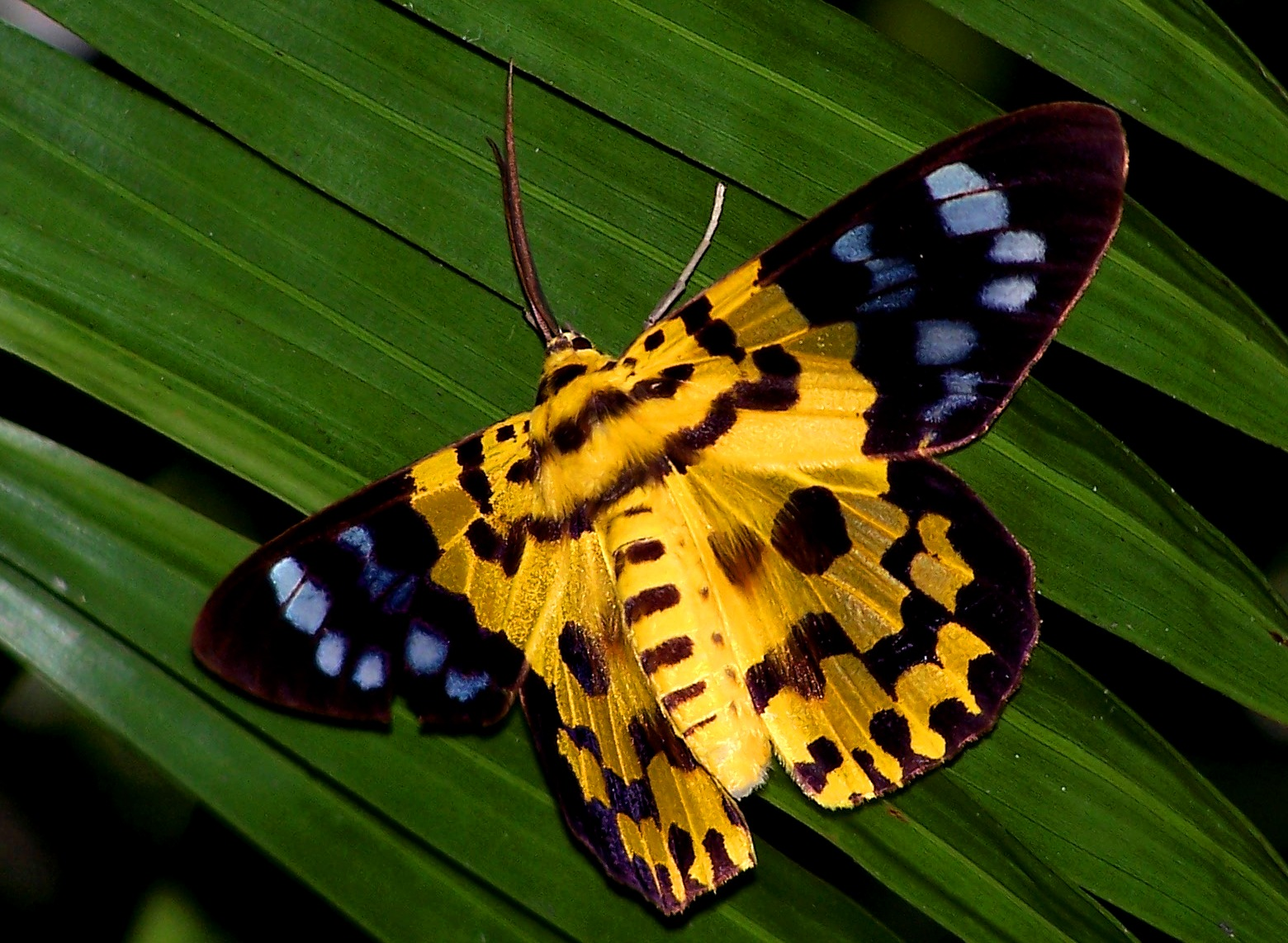
Dysphania militaris
(zum Vergleich)

Dysphania sagana (Syn. Euschema sagana) ist ein in Asien vorkommender Schmetterling (Nachtfalter) aus der Familie der Spanner (Geometridae).

## Merkmale

### Falter
Die Flügelspannweite der Falter beträgt durchschnittlich 79 Millimeter. Die Grundfarbe aller Flügeloberseiten ist bei beiden Geschlechtern zitronengelb bis goldgelb. Die Region zwischen Apex und Mittelfeld auf der Vorderflügeloberseite ist schwarz und mit einigen bläulich weiß schimmernden Flecken versehen. Im Mittelfeld heben sich einige kleine schwarze Punkte ab. Die Hinterflügeloberseite zeigt einen schwarzen Saumbereich, einen kleinen schwarzen Mittelpunkt und ebenfalls schwarze Flecke in der Nähe des Analwinkels. Die Flügelunterseiten bilden die Zeichnung der Vorderseiten in leicht abgeschwächter Intensität ab. Der Hinterleib ist gelb.

### Raupe
Ausgewachsene Raupen sind gelb bis gelborange gefärbt. Sie zeigen grünliche bis türkisfarbene Flächen auf dem Rücken und den Flanken und sind auf allen Körpersegmenten mit vielen schwarzen Punkten versehen. Auffällig ist der große Kopf.

### Ähnliche Arten
Falter von Dysphania militaris unterscheiden sich durch eine auf den Hinterflügeloberseiten aus großen schwarzen Punkten bestehende Zeichnung.

## Verbreitung und Vorkommen
Dysphania sagana kommt in Vietnam, Thailand, Malaysia sowie auf Borneo und Sumatra vor. Die 
Art besiedelt in erster Linie Wälder, in denen die Nahrungspflanzen der Raupen wachsen.

## Lebensweise
Die tagaktiven Falter fliegen in mehreren Generationen über das Jahr verteilt. Die Raupen ernähren sich von den Blättern von Carallia-Arten. Details zur Lebensweise der Art müssen noch erforscht werden.